# Tanjung Menanti
Tanjung Menanti is een bestuurslaag in het regentschap Bungo van de provincie Jambi, Indonesië. Tanjung Menanti telt 1233 inwoners (volkstelling 2010).